# اقتصاد گرجستان

## مقدمه‌ای بر اقتصاد گرجستان
طی سه دهه گذشته، مسیری پرتلاطم اما در مجموع رو به رشد را تجربه کرده است. در دوران اتحاد جماهیر شوروی، این کشور به‌واسطه‌ی اقلیم متنوع، منابع طبیعی غنی و ساختار صنعتی وابسته به شبکه اتحاد، از سطح رفاه بالایی برخوردار بود و در زمینه‌های کشاورزی، صنایع غذایی و گردشگری، جایگاه ویژه‌ای داشت. با این حال، پس از فروپاشی شوروی در سال 1991 و در پی آن جنگ‌های داخلی، بحران‌های شدید سیاسی و رکود اقتصادی، زیرساخت‌های اصلی کشور آسیب دید و تولید ناخالص داخلی (GDP) به‌شدت کاهش یافت.
از سال 2004، با آغاز اصلاحات اقتصادی گسترده تحت رهبری میخائیل ساآکاشویلی، گرجستان به‌سمت یک اقتصاد باز و رقابتی حرکت کرد. خصوصی‌سازی، حذف موانع تجاری، کاهش فساد اداری و نوسازی ساختارهای مالیاتی، این کشور را به یکی از سریع‌ترین اقتصادهای اصلاح‌شده منطقه تبدیل کرد. گرجستان امروزه دارای یکی از ساده‌ترین سیستم‌های ثبت شرکت و پایین‌ترین نرخ‌های مالیاتی در اروپاست.
اقتصاد مدرن گرجستان مبتنی بر بخش خدمات، تجارت بین‌الملل، کشاورزی صادرات‌محور، گردشگری، و صنایع سبک است. این کشور دروازه‌ی ترانزیتی بین اروپا و آسیا به‌شمار می‌رود و به‌عنوان یکی از شاهراه‌های پروژه‌های حمل‌ونقل منطقه‌ای (مانند کریدور حمل‌ونقل اروپا-قفقاز-آسیا – TRACECA) شناخته می‌شود. از سال 2014 با امضای توافق‌نامه تجارت آزاد با اتحادیه اروپا (DCFTA)، و همچنین توسعه روابط تجاری با چین، ترکیه و کشورهای حاشیه خلیج فارس، جایگاه گرجستان در تجارت جهانی به‌صورت پیوسته تقویت شده است.
در کنار این پیشرفت‌ها، چالش‌هایی نیز همچنان پابرجاست؛ از جمله بیکاری ساختاری، فقر در برخی مناطق روستایی، اتکای بالا به واردات انرژی، و آسیب‌پذیری در برابر نوسانات ژئوپلیتیک منطقه‌ای. با این حال، رشد اقتصادی متوسط 4 تا 5 درصدی در سال‌های اخیر (به‌جز دورهٔ بحران کرونا)، شاخص‌های مطلوب سرمایه‌گذاری خارجی مستقیم (FDI)، و توسعه در زیرساخت‌های انرژی و دیجیتال، چشم‌انداز روشنی را برای آینده این کشور ترسیم می‌کند.

## بازرگانی

گرجستان
کشور هایی که با گرجستان بازرگانی آزاد دارند (FTA)
کشور هایی که با گرجستان برنامه های اولویت دارند(GSP)

بازرگانی خارجی یکی از ارکان اصلی اقتصاد گرجستان است و این کشور طی دو دهه گذشته تلاش گسترده‌ای برای تبدیل‌شدن به یک هاب تجاری منطقه‌ای انجام داده است. موقعیت جغرافیایی راهبردی گرجستان در تقاطع اروپا، آسیا و منطقه قفقاز، باعث شده که این کشور نقش مهمی در پروژه‌های حمل‌ونقل بین‌المللی، زنجیره‌های تأمین و تجارت ترانزیتی ایفا کند.

### ساختار تجارت خارجی
اقتصاد گرجستان به شدت به تجارت خارجی وابسته است. طبق داده‌های رسمی بانک مرکزی گرجستان، در سال 2023، تجارت خارجی (جمع صادرات و واردات) معادل حدود 20 میلیارد دلار بوده که نشان‌دهنده رشد پیوسته در مقایسه با دهه گذشته است.

#### صادرات:
محصولات صادراتی گرجستان عمدتاً شامل موارد زیر هستند:
- سنگ معدن و کنسانتره مس
- فروآلیاژها
- فندق و محصولات کشاورزی صادرات‌محور
- شراب، آب معدنی و مشروبات الکلی
- داروها و کودهای شیمیایی

گرجستان در زمینه شراب‌سازی یکی از قدیمی‌ترین و معتبرترین کشورها در جهان محسوب می‌شود و صادرات شراب آن به کشورهای اتحادیه اروپا و چین رو به افزایش است.

#### واردات:
محصولات وارداتی گرجستان غالباً شامل موارد زیر هستند:
- سوخت‌های فسیلی و فرآورده‌های نفتی
- خودرو و قطعات
- ماشین‌آلات سنگین
- کالاهای مصرفی
- گندم، سیگار و تجهیزات الکترونیکی

### شرکای اصلی تجاری
گرجستان از سال 2014 عضو توافق تجارت آزاد با اتحادیه اروپا (DCFTA) است. این توافق باعث کاهش تعرفه‌ها، بهبود استانداردهای صادرات و افزایش دسترسی تولیدکنندگان گرجی به بازارهای اروپایی شده است. اتحادیه اروپا در حال حاضر بزرگ‌ترین شریک تجاری گرجستان است و بیش از 25٪ از تجارت خارجی این کشور را تشکیل می‌دهد.
علاوه بر اروپا، چین، ترکیه، روسیه، آذربایجان و ارمنستان نیز از مهم‌ترین شرکای تجاری گرجستان هستند. طی سال‌های اخیر، با توجه به تحولات ژئوپلیتیک، گرجستان تلاش کرده تا از وابستگی تجاری به روسیه بکاهد و روابط اقتصادی خود با کشورهای آسیای مرکزی، خاورمیانه و جنوب شرق آسیا را تقویت کند.

### توافق‌های تجاری و منطقه‌ای
گرجستان عضو چندین توافق‌نامه تجارت آزاد (FTA) و برنامه‌های دسترسی ترجیحی (GSP+) با کشورهای مختلف است. از جمله:
- DCFTA با اتحادیه اروپا
- FTA با چین (از 2018)
- FTA با ترکیه، اوکراین، کشورهای عضو EFTA
- GSP+ با ایالات متحده و برخی کشورهای آسیایی

این توافق‌ها، فضای مناسبی برای جذب سرمایه‌گذاری خارجی و توسعه صادرات غیرنفتی فراهم کرده‌اند.

### نقش گرجستان در تجارت منطقه‌ای
گرجستان عضو کریدور حمل‌ونقل TRACECA (اروپا-قفقاز-آسیا) است و یکی از مسیرهای اصلی انتقال کالا بین دریای سیاه و دریای خزر به شمار می‌رود. بنادر مهمی چون پوتی و باتومی، به همراه پروژه‌های ریلی مانند خط آهن باکو-تفلیس-قارص (BTK)، موقعیت گرجستان را به‌عنوان پل تجاری بین اروپا و آسیا تقویت کرده‌اند.

### چالش‌ها و فرصت‌ها
با وجود پیشرفت‌ها، تجارت خارجی گرجستان با چالش‌هایی نیز روبه‌رو است:
- آسیب‌پذیری در برابر بحران‌های ژئوپلیتیک
- کمبود صنایع تبدیلی و ارزش‌افزا
- زیرساخت‌های گمرکی نیازمند ارتقاء
- وابستگی به واردات سوخت و ماشین‌آلات

اما در مقابل، فرصت‌هایی چون افزایش صادرات دیجیتال، رشد تجارت خدمات، و توسعه مسیرهای جایگزین انرژی، چشم‌انداز مثبتی برای گسترش تجارت گرجستان فراهم کرده‌اند.

## کشاورزی

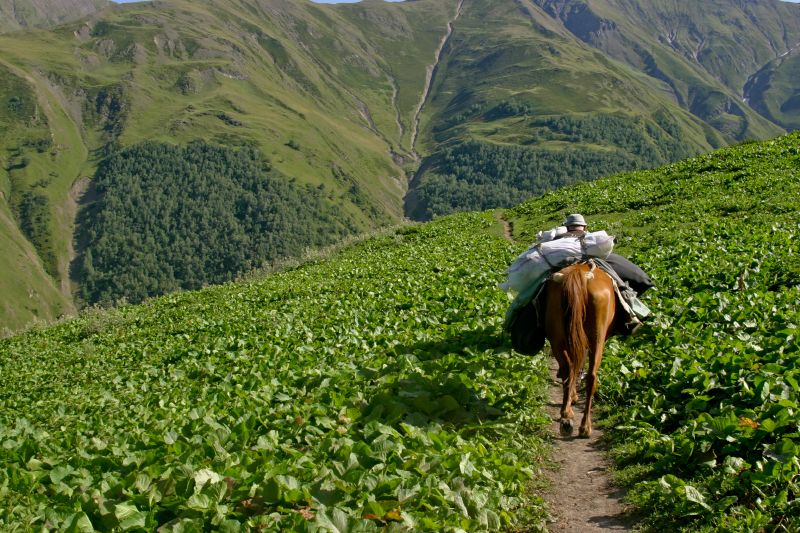
توشتی

کشاورزی در گرجستان از گذشته‌های دور، یکی از ارکان کلیدی اقتصاد ملی این کشور بوده و همچنان در قرن ۲۱ نیز نقش حیاتی در تأمین امنیت غذایی، اشتغال و صادرات غیرنفتی ایفا می‌کند. تنوع اقلیمی، منابع آبی مناسب، خاک حاصلخیز و تنوع ارتفاعی در این کشور، شرایطی ایده‌آل برای تولید انواع محصولات زراعی، باغی، دامی و صنایع وابسته فراهم کرده است.

### موقعیت اقلیمی و مزیت‌های طبیعی
گرجستان در منطقه‌ی نیمه‌گرمسیری مرطوب قفقاز جنوبی واقع شده و از اقلیم متنوعی برخوردار است؛ از نواحی گرم و مرطوب غربی گرفته تا مناطق کوهستانی شرق. این تنوع جغرافیایی باعث شده که محصولات متنوعی مانند:
- مرکبات (پرتقال، نارنگی، لیمو)
- چای
- انگور و محصولات وابسته مانند شراب
- فندق، گردو و آلو
- سبزیجات فصلی و سیب‌زمینی  در مقیاس وسیع تولید شود.

به‌ویژه ناحیه‌ی ایمرتی (Imereti) و کاختی (Kakheti) دو منطقه اصلی در تولید شراب و فندق صادراتی هستند که نقش مهمی در بازرگانی کشاورزی گرجستان دارند.

### ساختار مالکیت و نیروی کار
بیش از 40٪ نیروی کار گرجستان در بخش کشاورزی مشغول به فعالیت‌اند، اما بیشتر این فعالیت‌ها در قالب واحدهای کوچک خانوادگی یا بهره‌برداران خرده‌پا صورت می‌گیرد. طبق آمار رسمی، بیش از 80٪ از زمین‌های زراعی کشور، قطعاتی کوچک‌تر از 2 هکتار هستند که محدودیت‌هایی در مکانیزه‌سازی و افزایش بهره‌وری به همراه دارد.
در سال‌های اخیر، دولت گرجستان با همکاری بانک جهانی و سازمان‌های توسعه‌ای، برنامه‌هایی برای اصلاح ساختار مالکیت، تجمیع زمین‌ها، توسعه شرکت‌های کشاورزی مدرن (agroholding) و ارتقاء بهره‌وری عملیاتی به اجرا گذاشته است.

### صادرات و مزیت‌های رقابتی
گرجستان در برخی محصولات کشاورزی موقعیت رقابتی در سطح جهانی دارد:
- فندق: سومین صادرکننده بزرگ فندق جهان (پس از ترکیه و ایتالیا)
- شراب: یکی از قدیمی‌ترین سنت‌های شراب‌سازی جهان (با تاریخ ۸۰۰۰ ساله)، با رشد صادرات به اتحادیه اروپا، روسیه و چین
- چای ارگانیک: با کیفیت بالا در بازارهای niche

محصولات کشاورزی حدود 10 تا 15 درصد از کل صادرات غیرنفتی گرجستان را تشکیل می‌دهند.

### فناوری و مکانیزاسیون
یکی از چالش‌های اصلی بخش کشاورزی گرجستان، پایین بودن سطح مکانیزاسیون و فناوری‌های نوین است. با وجود زیرساخت‌های طبیعی مطلوب، بهره‌وری مزارع به‌ویژه در زراعت و باغبانی پایین‌تر از میانگین منطقه‌ای است.
برای مقابله با این چالش، گرجستان از سال 2017 برنامه‌هایی با عناوین "More Crop per Drop" و "AgriGeorgia 2030" اجرا کرده است که شامل:
- توسعه سیستم‌های آبیاری مدرن
- تأمین یارانه برای تجهیزات مکانیزه کشاورزی
- ترویج کشاورزی پایدار و ارگانیک
- آموزش کشاورزان در زمینه تکنیک‌های نوین (توسط GITA و FAO)

### فرصت‌ها و چالش‌های اصلی
فرصت‌ها:
- توسعه صادرات ارگانیک به اروپا و خاورمیانه
- ایجاد خوشه‌های کشاورزی در مناطق آزاد اقتصادی
- دیجیتالی‌سازی زنجیره تأمین (AgriTech)

چالش‌ها:
- پراکندگی زمین‌های زراعی و نبود مالکیت صنعتی
- دسترسی محدود به سرمایه برای کشاورزان خرد
- تغییرات اقلیمی و نوسانات بارندگی
- نبود زنجیره سرد و انبارهای ذخیره‌سازی حرفه‌ای

## صنعت
صنعت گرجستان، که در دوران اتحاد جماهیر شوروی یکی از پویاترین و چندشاخه‌ترین بخش‌های اقتصادی آن محسوب می‌شد، پس از فروپاشی شوروی با بحران‌های شدید ساختاری و فناورانه مواجه شد. وابستگی صنایع به زنجیره تأمین در سایر جمهوری‌های شوروی، به‌ویژه روسیه، و نبود زیرساخت‌های مستقل موجب شد تا بسیاری از کارخانجات در دهه 1990 فعالیت خود را متوقف کنند. با این حال، از دهه 2000 میلادی به بعد، دولت گرجستان اصلاحاتی را برای احیای این بخش در پیش گرفت و روند نوسازی تدریجی در صنایع مختلف آغاز شد.

### ساختار صنعتی
امروزه صنعت گرجستان بیشتر در قالب صنایع سبک، صنایع غذایی، صنایع معدنی و تولید انرژی سازمان‌دهی شده و در حال گذار به سوی مدل‌های فناورانه‌تر و صادرات‌محور است. سهم صنعت در تولید ناخالص داخلی (GDP) این کشور در سال 2023 حدود 18 تا 20 درصد بوده که نشان‌دهنده نقش قابل‌توجه، اما محدودتر نسبت به بخش خدمات است.
مهم‌ترین شاخه‌های صنعتی گرجستان عبارت‌اند از:
- صنایع غذایی: شامل تولید شراب، کنسرو، شیرینی، فرآورده‌های گوشتی، لبنیات و چای خشک‌شده
- صنایع سبک: تولید پوشاک، کفش، منسوجات، لوازم خرازی و لوازم خانگی سبک
- ماشین‌سازی و فلزکاری: تولید قطعات صنعتی، دستگاه‌های سبک، پمپ‌ها و سازه‌های فلزی
- صنایع ساختمانی: تولید سیمان، گچ، سرامیک، شیشه و سازه‌های پیش‌ساخته
- فرآوری مواد معدنی: فرآوری منگنز، زغال‌سنگ، باریت و سنگ‌های ساختمانی

### قطب‌های صنعتی کشور
مراکز صنعتی اصلی گرجستان در شهرهای زیر متمرکز شده‌اند:
- تفلیس (Tbilisi): مرکز صنایع سبک، فناوری و مونتاژ تجهیزات
- کوتائیسی (Kutaisi): کارخانه‌های خودروسازی، قطعات فلزی، صنایع الکترونیک
- باتومی (Batumi): پردازش نفت، تولید نوشیدنی، صنایع غذایی
- زوگدیدی، روستاوی، مارنئولی: خوشه‌های کشاورزی-صنعتی و کارخانه‌های فرآوری مواد غذایی

### مناطق آزاد صنعتی و انگیزه‌های سرمایه‌گذاری
گرجستان با هدف جذب سرمایه‌گذاری خارجی، چندین منطقه آزاد صنعتی (Free Industrial Zones – FIZ) ایجاد کرده که امکان ثبت شرکت با معافیت‌های مالیاتی و وارداتی را برای سرمایه‌گذاران فراهم می‌کند. مهم‌ترین آن‌ها:
- Kutaisi FIZ: فعال در زمینه تجهیزات الکترونیکی و خودرویی
- Poti FIZ: مناسب برای صنایع لجستیکی و فرآوری
- Tbilisi FIZ: صنایع سبک و فناوری‌محور

شرکت‌های خارجی با حداقل سرمایه اولیه می‌توانند در این مناطق ثبت شوند و از امتیازات صادرات بدون مالیات بهره‌مند شوند.

### روندهای نوظهور صنعتی
در سال‌های اخیر، روندهای جدیدی در صنعت گرجستان در حال شکل‌گیری است:
- توسعه صنعت خودرو: تولید خودروهای برقی سبک در کارخانه‌های Kutaisi
- فناوری‌های سبز: تمرکز بر تولیدات کم‌مصرف، مصالح ساختمانی پایدار و انرژی‌های تجدیدپذیر
- فین‌تک و صنعت دیجیتال: ایجاد زیرساخت برای محصولات سخت‌افزاری مرتبط با بانکداری دیجیتال و اینترنت اشیاء (IoT)

### چالش‌ها و چشم‌اندازها
چالش‌های اصلی صنعت گرجستان:
- کمبود نیروی کار ماهر صنعتی
- وابستگی به واردات مواد اولیه و ماشین‌آلات
- محدودیت در دسترسی به تأمین مالی بلندمدت
- تمرکز پایین روی R&D (تحقیق و توسعه)

چشم‌اندازها:
- تبدیل شدن به قطب مونتاژ صنعتی منطقه قفقاز
- توسعه صنایع صادرات‌محور در حوزه مواد غذایی، نساجی، انرژی
- گسترش خوشه‌های صنعتی در مجاورت مسیرهای بین‌المللی تجارت (کریدور BTK و TRACECA)

## معادن

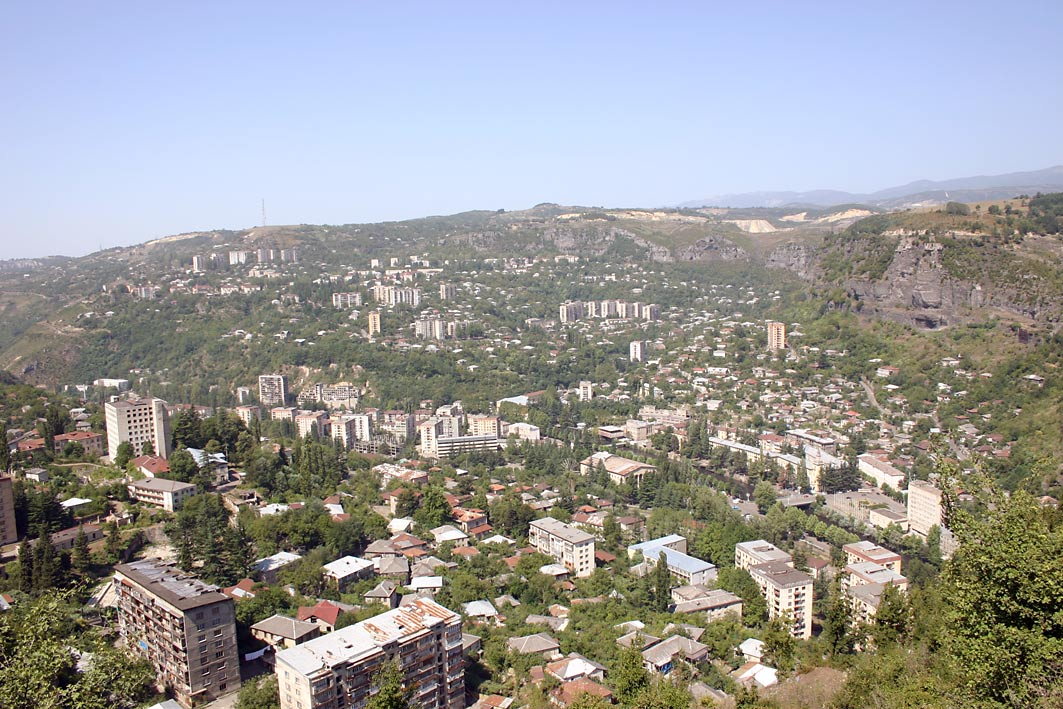
نمایی از شهر چیاتورا

گرجستان از نظر زمین‌شناسی در منطقه‌ای قرار دارد که بخشی از کمربند فلزی-معدنی اوراسیاست؛ منطقه‌ای که شامل ذخایر مهم فلزات پایه، فلزات گران‌بها، و کانی‌های غیرفلزی است. این کشور اگرچه در مقایسه با برخی اقتصادهای معدنی بزرگ دارای ظرفیت محدودتری است، اما وجود برخی ذخایر ویژه مانند منگنز، باریت، زغال‌سنگ، طلا و مس، آن را به بازیگری مهم در جنوب قفقاز تبدیل کرده است.